# Nick Kroll
Nick Kroll, född 5 juni 1978  i New York, är en amerikansk skådespelare.
Kroll har bland annat medverkat i TV-serien What We Do in the Shadows (2019-2022) . Han har även medverkat i filmerna Get Him to the Greek från 2010 och Sing 2 från 2021.

## Filmografi (i urval)
- 2008 – The Life & Times of Tim (TV-serie)
- 2009 – Sit Down, Shut Up (TV-serie)
- 2010 – Get Him to the Greek
- 2015 – Ett päron till farsa: Nästa generation
- 2016 – Sing
- 2016 – Sausage Party
- 2019–2022 – What We Do in the Shadows (TV-serie)
- 2021 – Sing 2
- 2021 – Familjen Addams 2
- 2022 – Don't Worry Darling
- 2024 – Red One
- 2024 – I Don't Understand You
- 2025 – Smurfar
- 2026 – Goat – bäst i världen